# 布達韋斯齊湖

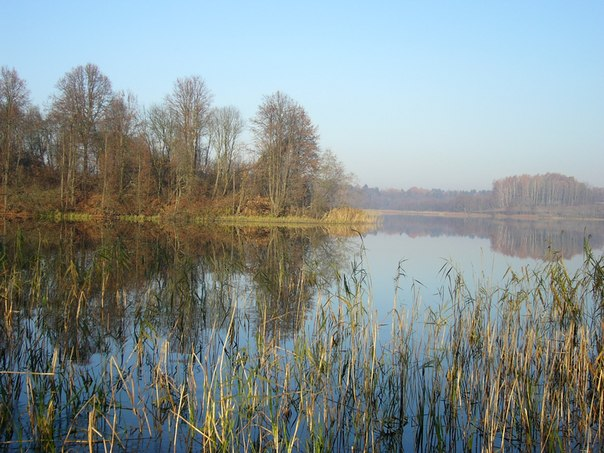
布達韋斯齊湖

布達韋斯齊湖（白俄羅斯語：Будавесць）是白俄羅斯的湖泊，由維捷布斯克州負責管轄，長4.14公里、寬1.4公里，面積3.41平方公里，集水區面積20平方公里，湖岸線長度13.4公里，最大水深10.1米，島上有5個島嶼。

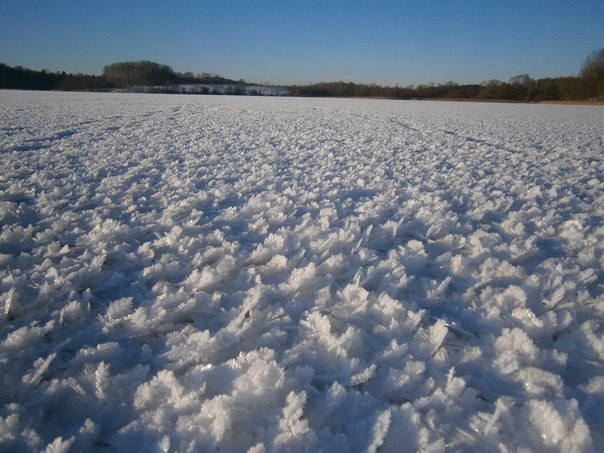
冬季結冰時